# Allium chloranthum
Allium chloranthum — вид трав'янистих рослин родини амарилісові (Amaryllidaceae), поширений у Західній Азії.

## Поширення
Поширення: Ліван, Туреччина.